# محمد بوشربية
محمد بوشَربيّة (1903-1952) شاعر تونسي ولد و توفي في مدينة القيروان بتونس.
تعلّم القرآن الكريم في المدرسة القرآنية بالقيروان، ودراس في المدرسة الابتدائية التحق بجامع الزيتونة، وظل به حتى حصوله على شهادة التطويع عام 1928.

## دواوينه
- مع الأيام